# Bos-wegslak
De bos-wegslak (Arion silvaticus) is een slakkensoort uit de familie van de wegslakken (Arionidae). De wetenschappelijke naam van de soort werd in 1937 voor het eerst geldig gepubliceerd door Hans Lohmander.

## Kenmerken
Uitgestrekt is de bos-wegslak ongeveer 3 tot 4 cm lang. De rug is asgrijs tot grijsbruin gekleurd, vaak met iets donkerdere vlekken op elke rug. Het mantelschild is vaak iets lichter, maar met een donkerder middengebied. Bovendien is de rand van het mantelschild meestal donker. De zijbanden zijn ook donkerder dan de achterkant en zijn scherp begrensd, vooral naar de lichte zool toe. De tentakels zijn ook donkerbruin. Ademopening aan de rechterzijde, vóór het midden van het schild. Het slijm is kleurloos of zwak geelachtig. Juvenielen zijn licht blauwgrijs met een lichte ruglijn. In rust zitten de dieren vaak plat uitgespreid.

### Verschillen
De nauw verwante Arion fasciatus onderscheidt zich van de bos-wegslak door zijn gelige basiskleur. De grauwe wegslak (A. circumscriptus) daarentegen heeft meer blauwgrijze tinten.

## Verspreiding en leefgebied
Deze wegslaksoort leeft voornamelijk van afgevallen bladeren. Het belangrijkste leefgebied is loofbossen op heuvels en bergen. In het noorden van het verspreidingsgebied komt de soort ook voor in veen- en heidebossen. De bos-wegslak wordt verspreid over bijna heel Europa met uitzondering van het Middellandse Zeegebied. In het zuidoosten strekt het verspreidingsgebied zich uit tot Bulgarije, in het noorden tot Noord-Noorwegen en de zuidkust van IJsland. De soort is in ieder geval meegenomen naar Noord-Amerika.